# 미치 마틴
미치 마틴(Mitzi Martin, 1967년 12월 27일 ~ )은 미국의 배우이다.
로스앤젤레스에서 태어났다.

## 영화
- 스트립트 다운 (2006년)
- 아일랜드 (2005년)
- 시몬 (2002년)
- 사랑은 언제나 좋아 (2001년)
- 조는 못말려 (2001년)
- 내 차 봤냐? (2000년)